# Poproč
Poproč es un municipio del distrito de Rimavská Sobota en la región de Banská Bystrica, Eslovaquia, con una población estimada a final del año 2024 de 23 habitantes.
Se encuentra ubicado al este de la región, en la cuenca hidrográfica del río Sajó —un afluente derecho del río Tisza— y cerca de la frontera con la región de Košice y con Hungría.

## Demografía
| Año        | 1994 | 2004     | 2014 | 2024    |
| ---------- | ---- | -------- | ---- | ------- |
| Población  | 36   | 24       | 24   | 23      |
| Diferencia |      | −33,33 % | +0 % | −4,16 % |

| Año        | 2023 | 2024    |
| ---------- | ---- | ------- |
| Población  | 22   | 23      |
| Diferencia |      | +4,54 % |